# عشقت را به من بده
عشقت را به من بده (به هندی: De De Pyaar De) فیلمی محصول سال ۲۰۱۹ و به کارگردانی آکیو علی است. در این فیلم بازیگرانی همچون اجی دیوگن، تابو، راکول پریت سینگ، جاوید جعفری، جیمی شرگیل، آلوک نات ایفای نقش کرده‌اند.